# Nuala Ní Dhomhnaill
Nuala Ní Dhomhnaill [ˈN̪ˠuəl̪ˠə nʲiː ˈɣoː.n̪ˠɪlʲ], née en 1952, est une poétesse irlandaise.

## Biographie

### Jeunesse
Née dans le Lancashire, en Angleterre, de parents irlandais, Nuala Ní Dhomhnaill déménage en Irlande à l'âge de 6 ans. Elle grandit dans le Dingle Gaeltacht et à Nenagh, dans le comté de Tipperary. Son oncle, Monseigneur Pádraig Ó Fiannachta de Dingle, est une autorité de premier plan sur le parler irlandais de la région de Munster. Sa mère lui apprend à parler anglais, même si elle-même parle plutôt l'irlandais. Son père et sa famille paternelle parlent très couramment l'irlandais et l'utilisent quotidiennement, mais sa mère pense que cela faciliterait la vie de sa fille de parler plutôt anglais.

### Carrière littéraire
Nuala Ní Dhomhnaill étudie l'anglais et l'irlandais à l'UCC en 1969 ; elle devient membre du groupe de poètes « Innti ». En 1973, elle épouse le géologue turc Doğan Leflef et vit à l'étranger, en Turquie et aux Pays-Bas, pendant sept ans. 
Un an après son retour dans le comté de Kerry en 1980, elle publie son premier recueil de poésie en irlandais, An Dealg Droighin, en 1981. Elle devient ensuite membre d'Aosdána. Nuala Ní Dhomhnaill publie aussi de nombreux articles. Ses œuvres comprennent des recueils de poésie, des pièces de théâtre pour enfants, des scénarios, des anthologies, des articles, des critiques et des essais. Ses œuvres comprennent notamment Féar Suaithinseach (1984), Feis (1991) et Cead Aighnis (1998). Les poèmes de Nuala Ni Dhomhnaill apparaissent en traduction anglaise dans les éditions bilingues Rogha Dánta / Selected Poems (1986, 1988, 1990) ; La cape d'Astrakhan (The Astrakhan Cloak, 1992), la Fille du pharaon (Pharaoh's Daughter, 1990), le Cheval d'eau (The Water Horse, 2007) et la Sirène de cinquante minutes (The Fifty Minute Mermaid, 2007). Une sélection de ses essais est publiée en 2005.
Vouée à la langue irlandaise, elle écrit de la poésie exclusivement en irlandais. Elle dit que « L'irlandais est une langue de beauté, d'importance historique, de racines anciennes et d'une immense propension à l'expression poétique à travers son usage quotidien ». Outre l'irlandais, Nuala Ní Dhomhnaill parle également couramment l'anglais, le turc, le français, l'allemand et le néerlandais.
Les écrits de Nuala Ní Dhomhnaill se concentrent sur les riches traditions et le patrimoine de l'Irlande et s'appuient sur les thèmes anciens traditionnels du folklore et de la mythologie irlandais, combinés avec des thèmes de féminité, de sexualité et de culture contemporaine.

### Vie privée
Le mari de Nuali Ní Dhomhnaill meurt en 2013. Elle vit actuellement près de Dublin avec deux de ses enfants et présente régulièrement des émissions à la radio et à la télévision irlandaises.

## Prix et distinctions
Nuali Ní Dhomhnaill reçoit de nombreux prix et bourses, et des prix internationaux pour ses œuvres traduites en français, allemand, polonais, italien, norvégien, estonien, japonais et anglais. Elle est l'une des écrivains irlandais les plus connus d'Irlande. Elle est professeur de poésie en Irlande de 2001 à 2004, et la premier professeure de poésie en langue irlandaise. Ses papiers sont rassemblés à la Burns Library du Boston College. En mars 2018, elle reçoit le prix littéraire international Zbigniew Herbert pour son œuvre poétique.

## Publications

### Poésie: principaux recueils
- An Dealg Droighin, Cló Mercier, 1981.
- Féar Suaithinseach, Maigh Nuad, 1984.
- Feis, Maigh Nuad, 1991.
- La fille du pharaon, Pharaoh's Daughter, 1990.
- The Astrakhan Cloak, 1992, traduit par Paul Muldoon.
- Spíonáin is Róiseanna, Cló Iar-Chonnachta, 1993.
- Cead Aighnis, An Sagart, An Daingean, 1998.
- The Water Horse: Poems in Irish, Galerie, 1999, traduit par Medbh McGuckian et Eiléan Ní Chuilleanáin.
- Aurores boréales, Northern Lights, Gallery Press, 2018.

### Poésie: anthologies
- Rogha Dánta / Selected Poems (Raven Arts, 1986, traduit par Michael Hartnett)

### Pièces
- Jimín (Drame pour enfants, Dublin, 1985)